# Drepanosticta magna
Drepanosticta magna là loài chuồn chuồn trong họ Platystictidae. Loài này được Wilson & Reels mô tả khoa học đầu tiên năm 2003.